# مدیریت خدمات
مدیریت خدمات (انگلیسی: Service management) در زمینه تولید و مدیریت زنجیره تأمین، میان فروشندگان و مشتریان به کار گرفته می‌شود. هدف از مدیریت خدمات بالا بردن کارایی و بهینه‌سازی زنجیره‌های عرضه خدمات می‌باشد. مدیریت خدمات ابزاری است که از طریق آن شرکت‌ها می‌توانند موجودی خود را بهینه‌سازی نمایند و مانع از انبار شدن دارایی‌های خود شوند.
مدیریت خدمات شامل تمام جنبه‌های مدیریت ارائه خدمات فناوری اطلاعات درون سازمان می‌باشد. همچنین شامل تمام توانایی‌های سازمانی است که به عنوان خدمات برای تولید ارزش افزوده به مشتریان مورد نیاز است.